# Síndrome dels peus urents
La síndrome dels peus urents o síndrome dels peus ardents, també coneguda com a síndrome de Grierson-Gopalan o, senzillament, com a síndrome de Gopalan, és una afecció mèdica que causa sensació de cremor, hiperestèsia i dolor greus als peus, i canvis vasomotors dels peus que poden provocar una sudoració excessiva de la zona. L'afecció es presenta amb més freqüència en les dones, i sol manifestar-se quan una persona té entre vint i quaranta anys.

## Presentació
La calor ardent normalment es limita a la planta dels peus, però pot estendre's fins als turmells o la part inferior de les cames d'alguns pacients. De vegades, la cremor pot anar acompanyada de sensacions de "punts i agulles" o formigueig en aquestes regions. A la nit és quan gairebé totes les persones amb aquesta síndrome informen que els símptomes de la calor són els pitjors, millorant a mesura que arriba el matí. Els que tenen trastorns psicosomàtics de vegades presenten símptomes psicològics juntament amb la cremor de peus associada a la síndrome. Per a la majoria, no hi ha envermelliment de la pell dels seus peus durant les sensacions de calor, i gairebé mai hi ha dolor a la palpació que l'acompanyi.

## Causes
La síndrome dels peus urents es pot heretar o pot ser causada per pressió sobre els nervis. També existeixen vincles entre aquesta síndrome i malalties com l'hipotiroïdisme, la diabetis mellitus i l'artritis reumatoide; També es creu que hi ha vincles entre aquesta síndrome i la deficiència de zinc. També està relacionat amb deficiències de vitamina B (específicament àcid pantotènic) i insuficiència renal. Sembla ser una neuropatia de fibres petites.

## Diagnòstic
El diagnòstic és principalment clínic. Els símptomes són sensació de cremor a les plantes, de vegades als turmells i les cames en molts pacients. La sensació de formigueig i les sensacions de punxades també són freqüents. S'observa sudoració de cames i plantes. En alguns casos, la hipertròfia d'una de les cames es veu principalment a la regió tropical on la temperatura externa també és més alta.